# Jun Muramatsu
Jun Muramatsu (村松 潤 Muramatsu Jun?, nacido el 10 de abril de 1982 en Shizuoka) es un exfutbolista japonés. Jugaba de centrocampista y el último club al que perteneció fue el Giravanz Kitakyushu de Japón.

## Trayectoria

### Clubes
| Club                | País  | Año         |
| ------------------- | ----- | ----------- |
| Shimizu S-Pulse     | Japón | 2001 - 2005 |
| Vegalta Sendai      | Japón | 2006        |
| Mito HollyHock      | Japón | 2007 - 2009 |
| Giravanz Kitakyushu | Japón | 2010        |

## Palmarés

### Títulos nacionales
| Título             | Club            | País  | Año  |
| ------------------ | --------------- | ----- | ---- |
| Copa del Emperador | Shimizu S-Pulse | Japón | 2001 |